# Madžarizacija v Slovenski krajini na Ogrskem
Madžarizacija v Slovenski krajini na Ogrskem ali Madžarizacija v Prekmurju je bila uradna politika Ogrske od 2. polovice 19. stoletja, do konca 1. svetovne vojne, oz. razpada Avstro-Ogrske. Z madžarizacijo so poskušali uveljaviti kulturo, predvsem pa madžarski jezik med prebivalci Prekmurja.

## Začetek Madžarizacije
Madžari so v svoji vstaji zoper Avstrijo ze leta 1848 videli, da nemadžarske narodnosti znotraj ogrske države niso naklonjene njihovi neodvisnosti od Avstrije. Voditelji Slovakov so se izjavili za Habsburžane, ban Jelačić pa jih je celo napadel. Po porazu Madžarov je leta 1849 Avstrija uvedla na Ogrskem avstrijski režim. Uradi, šole in druge ustanove so poslovale v nemškem jeziku, uradniki in učitelji pa so bili vsi priseljenci iz avstrijskih dežel. V tem času se je začelo prebujanje narodov po celi državi, kar so opazili madžarski politiki in se bali, da se bodo nemadžarske narodnosti na Ogrskem tako povezale, da bodo zahtevale odcepitev od Ogrske. Ker so pod avstrijskim vplivom druge narodnosti pridobivale zagon za odcepitev, so si madžarski politiki na vsak način prizadevali, da bi dosegli dogovor z Avstrijo, ki bi jim prinesla delno samostojnost in tako potisnila avstrijski vpliv iz Ogrske. Po mnogih porazih avstrijske vojske proti Italijanom in Prusom, so nastopili pogoji v katerih je Avstrija morala pristati na dualizem - Avstro-Ogrsko. Po uvedbi dualizma je še nekaj časa veljal zakon, ki je dovoljeval poučevanje v maternem jeziku, vendar so ga na Ogrskem kaj kmalu zaobšli, ko so 6. decembra 1868 sankcionirali zakon o enakopravnosti vseh narodnosti. Takrat se je začela madžarizacija nemadžarskih narodnosti ali t. i. asimilacijska politika, ki so jo podpirale vse vlade do konca 1. svetovne vojne.

## Nosilci madžarizacije v Prekmurju
Nosilec madžarske narodne zavesti in ideje enega madžarskega političnega naroda v Ogrskem in s tem posledično na območju županij Vas in Zala (današnje Prekmurje) pa ni bilo malomeščanstvo, kakor pri drugih narodnostih, temveč srednje in nižje plemstvo. Razlog za to je v tem, da Ogrska malomeščanstva v tem obdobju se ni imela, saj tudi ni imela industrije in trgovine - vse izdelke je namreč izvažala v Avstrijo., od nje pa kupovala gotove izdelke. Sele po uvedbi dualizma so se začele te gospodarske panoge razvijati, in posledično je začelo nastajati malomeščanstvo.
Nosilci madžarizacije v Prekmurju so tako bili iz vrst srednjega in nižjega plemstva, ki so pa h krati zasedali skoraj vse uradniške funkcije in kot uradniki so bili tudi zadolženi za sirjenje uradne politike Ogrske. Drug razlog zakaj je bilo ravno srednje in nižje plemstvo tako močan gonilec madžarizacije je v tem, da so med tlačani in ostalim ljudstvom želeli pokazati svojo superiornost s tem, da so med seboj govorili samo madžarsko. Vince Bertalan, ravnatelj ostrogonskega učiteljišča, rojen bakovski Nemec, je v svojem članku o madžarizaciji Slovenske krajine zapisal: "Vsako plemstvo je najtrdnejši steber madžarstva v Prekmurju". V osnovi pa so bili madžarizatorji, ali se vsaj čutili Madžare skoraj vse premožneje osebe, oz. ti ki so zasedali kakšne pomembnejše položaje. Kasneje ko je nastalo tudi malomeščanstvo, je prav to postalo močan nositelj madžarske narodne zavesti.
Gančanski učitelj Mikloš Lutar je na pobudo Muraszombat és vidéke izdal prevod madžarskega šolskega katekizma z naslovom Máli katekizmus za katholicsánszke soule v dvojezični obliki. Knjiga je bila popolnoma neuspešna med ljudstvom in duhovniki, ker je Lutar suženjsko sledil madžarskemu izvirniku v besednem redu in besedišču ter ni upošteval jezikovnih pravil prekmurščine. Zaradi tega sta bila jezik in vsebina zamegljena. Lutar je skušal samovoljno preoblikovati prekmurščino, da bi bila čim bolj podobna madžarščini. A Društvo Sv. Štefana v Budimpešti se mu je uprlo, ker ni bilo dovoljeno prevesti in izdati verski učbenik na lastno roko brez privolitve Društva. Poleg tega je Lutar med prevajanjem izpustil ogromno stavkov, s čimer je posegel tudi v katoliški nauk.
Madžarizacijo so v Prekmurju zaceli in vodili skoraj vse do 1. svetovne vojne trije bakovski nižji plemiči oz. nemešnjaki, ki so bili okrajni načelniki. To so bili  Alojz Keresztury, Ludvik Augustic, ter Pongrác Pósfay, najvnetejši med njimi je bil Pongrác Pósfay. Na začetku 20. stoletja, pa vse do prve svetovne vojne je to vlogo prevzel advokat dr. Janos Cziffrak, po prvi svetovni vojni pa veleposestnik in soboški župan Ferdinand Hartner. Za njimi pa je zmeraj stala elita in premožnejši sloj Prekmurja, razni grofi in plemenitaši, advokati, zdravniki, predvsem evangeličanska duhovščina in tudi del katoliške duhovščine (redvsem višje duhovščine). Ti so se zbirali v društvih ko je bilo VMKE, lovsko društvo in v zgodnejšem obdobju kazino.

## Kazino
Da bi strnil plemstvo, meščanstvo, uradništvo in intelektualce je Pongrác Pósfay kot okrajni podnačelnik mursko-soboškega okraja leta 1875 ustanovil v Murski Soboti madžarski Kazino. Sedež je imel v hotelu Zvezda. Članstvo je bilo dvojno: redno in adaptirano. Redni člani so bile osebe, ki so imele srednješolsko maturo, ali visokošolsko izobrazbo, adaptirani pa so bili tisti, ki so zasedali pomembne družbene in gospodarske položaje, ter seveda plemstvo. Namen Kazina je bil: pomadžarjenje ljudskih sol in krajevnih imen v Prekmurju, izdajanje časopisa za Prekmurje "Muraszombat es Videke" (Murska Sobota in okolica) in ustanovitev splošnega pomadžarjevalnega društva "Vendvideku Magyar Közmüvelödesi Egyesület" oz. VMKE (Madžarsko prosvetno drustvo Vendske krajine). Po 15. letih obstoja Kazine je postalo jasno, da ta ne odgovarja vsem zahtevam splošne madžarizacije. Bila je namenjena samo elitnemu krogu ljudi in se zato ni mogla približati preprostemu človeku. Poleg tega je bila omejena samo na Mursko Soboto in njeno okolico. Zaradi tega sta leta 1893 Pongrác Pósfay, ter kupsinski upravitelj ustanovila Madžarsko izobraževalno društvo Slovenske krajine oz. VMKE.

## VMKE - Madžarsko izobraževalno društvo Slovenske krajine
Ustanovljeno je bilo leta 1893 in je imelo trojno članstvo. Ustanovni člani so bili tisti, ki so vplačali 60 kron, redni člani so letno plačevali 2 kroni članarine, podporni člani pa 1 krono podpore. Po enem letu obstoja so imeli 95 članov, večinoma uradnikov, zdravnikov, advokatov, trgovcev, gostilničarjev in obrtnikov. Namen društva je bil, da širi madžarsko kulturo in jezik. Ustanavljali so knjižnice, pevske zbore, organizirali različne predstave, ter skrbeli za dvig gospodarskega življenja v Prekmurju. Njihove namene nam pokaze tudi sledeči poziv:
Poziv domoljubnemu razumništvu Železne in Žalske županije
"... Ohranitev in okrepitev madžarstva v tej pokrajini je naša najvažnejša zadeva. Malo jih ve, kako je na veliki razsežnosti treh okrajev madžarski element slab. Malo jih ve, kako lahko slovenstvo, ki je po vsej državi tako malo poznano, sedaj celo zatajeno, ob ljudskem štetju v Železni županiji naugodno potezi za madžarsko statistično tehnico. Večina jih brezbrižno gleda, da je v tej pokrajini tuj element tako močan. Morda se celo zanašajo, da bo domoljubni čut slovenske večine in njena neutajiva sposobnost za priučevanje tujih jezikov rodila uspehe. Te kroge moramo opozoriti na inozemski, zlasti na rasno sorodni slovenski vpliv, ki iz dneva v dan narašča in s katerim si prizadevajo svoj razvitejši jezik in razvitejšo literaturo s pomočjo cerkvenih in posvetnih društev, ki razpolagajo z izdatnimi denarnimi sredstvi, raztegniti na vendsko ljudstvo. Nasa nujna dolžnost je, da temu vplivu postavimo protiutež, da smo složni in da z večjimi materialnimi sredstvi in žrtvami pospešujemo madžarsko izobrazbo. Ne smemo pozabiti, da ima madžarizacija znotraj teh okrajev nevarne sovražnike, ki gojijo tajne stike z inozemstvom in drugimi slovanskimi elementi. Njihova imena zaradi nezvestobe domovini zato niso postala po vsej domovini v žalostnem slovesu, ker županijski in domovinski tisk ne matra, da so slovenske narodnostne zadeve pozornosti vredne. Najvažnejsa naloga Madžarskega izobraževalnega društva Slovenske krajine je, da vodi račun o zgoraj opisanem stanju in javnost o njem seznanja. V ta namen v rezidenci vendstva, v Murski Soboti z velikimi gmotnimi žrtvami izdaja list Muraszombat es Videke (MeV), ki bo na tem narodnostnem področju budno stražil sveto zadevo madžarizacije.
V imenu domoljubnosti pozivamo vsakega plemenitega in domoljubnega sodržavljana, naj doprinese skromno žrtev na oltar madžarizacije in se uvrsti med clane VMKE-ja.
Murska Sobota, 1. maja 1898
Posfay Pongrac, predsednik
Ker je bil predsednik društva okrajni načelnik, so vsa društvena vabila, sklepe in naročila razglasili po uradni poti. Tudi članarino so izterjevali državni uradi. Poleg tega je društvo razpolagalo z izdatnimi denarnimi sredstvi. Poleg clanarine so se v njegovo blagajno stekale vse izdatne podpore prosvetnega ministrstva in darovi raznih denarnih zavodov in gospodarskih podjetij.

## ČasopisMuraszombat es Videke
Konec leta 1884 (25. decembra) je začel v Murski Soboti izhajati - v madžarščini in prekmurščini - prvi lokalni list časopis - tednik Muraszombat es Videke (Murska Sobota in okolica), ki je bil po letu 1889 tiskan samo v madžarščini.